# Splatoon (manga)
Splatoon (スプラトゥーン?, Supuratun) è un manga ispirato all'omonima serie videoludica, scritto e illustrato da Sankichi Hinodeya, serializzato su CoroCoro Comic di Shōgakukan dal 2016 al 2022. I capitoli della serie sono stati raccolti in sedici volumi tankōbon. Una serie web anime è stata pubblicata sul canale YouTube di CoroCoro.
Il fumetto ha ricevuto un seguito nel 2023 chiamato Splatoon Bankara! (スプラトゥーンバンカラ!?, Supuratun bankara!), ispirato al terzo capitolo della serie.

## Trama
Il manga è ambientato a Coloropoli e si incentra sulle mischie mollusche. La squadra principale della serie è il "Team Blu", composta da: Goggle, il protagonista, Headphone, Megane e Knit Capt. Nonostante abbia, complessivamente, un rango inferiore rispetto alle altre squadre, decidono di iscriversi alla CoroCoro Cup per dimostrare a tutti il loro potenziale.

## Personaggi
Goggle (ゴーグルくん?, Goguru-kun)
Protagonista dell'opera. È un giovane e immaturo Inkling di rango "C-". Indossa spesso degli occhiali sopra la testa. Tende a non ascoltare la sua squadra, tranne Knit Capt, con la quale ha un buon rapporto. Fa parte del Team Blu. È ispirato alla versione maschile del Capitano, protagonista del videogioco Splatoon.
Headphone (ヘッドホンちゃん?, Heddohon-chan)
Componente del Team Blu, è una giovane Inkling di rango "B-". Indossa spesso delle cuffie. È di natura calma, ma perde spesso la pazienza con Goggle. Si comporta come la sorella maggiore del gruppo. È ispirata alla versione femminile della Capitana, protagonista del videogioco Splatoon.
Knit Cap (ニットキャップちゃん?, Nitto kyappu-chan)
Componente del Team Blu, è una giovane Inkling di rango "C". Indossa spesso un pon pon di lana. È molto gioiosa e innocente, sorridendo anche nelle situazioni di pericolo.
Megane (メガネくん?, Megane-kun)
Leader del Team Blu, è un giovane Inkling di rango "C+". Porta gli occhiali. È un nerd molto ansioso, anche se fa di tutto per nasconderlo.

## Media

### Manga

#### Splatoon
Splatoon è scritto e illustrato da Sankichi Hinodeya ispirandosi alla serie videoludica omonima. Ha iniziato la serializzazione il 29 febbraio 2016 su CoroCoro Comic di Shōgakukan. Shōgakukan ha poi pubblicato i capitoli in formato tankōbon dal 28 luglio 2016. In Italia è inedito.

##### Volumi
| Nº | Data di prima pubblicazione | Data di prima pubblicazione | Data di prima pubblicazione |
| Nº | Giapponese                  | Giapponese                  |                             |
| -- | --------------------------- | --------------------------- | --------------------------- |
| 1  | 28 luglio 2016              | ISBN 978-4-09-142215-6      |                             |
| 2  | 27 gennaio 2017             | ISBN 978-4-09-142289-7      |                             |
| 3  | 23 giugno 2017              | ISBN 978-4-09-142413-6      |                             |
| 4  | 27 ottobre 2017             | ISBN 978-4-09-142494-5      |                             |
| 5  | 28 febbraio 2018            | ISBN 978-4-09-142623-9      |                             |
| 6  | 27 luglio 2018              | ISBN 978-4-09-142729-8      |                             |
| 7  | 28 novembre 2018            | ISBN 978-4-09-142807-3      |                             |
| 8  | 28 febbraio 2019            | ISBN 978-4-09-142866-0      |                             |
| 9  | 28 giugno 2019              | ISBN 978-4-09-143040-3      |                             |
| 10 | 28 ottobre 2019             | ISBN 978-4-09-143083-0      |                             |
| 11 | 27 marzo 2020               | ISBN 978-4-09-143144-8      |                             |
| 12 | 28 luglio 2020              | ISBN 978-4-09-143214-8      |                             |
| 13 | 26 novembre 2020            | ISBN 978-4-09-143244-5      |                             |
| 14 | 28 aprile 2021              | ISBN 978-4-09-143292-6      |                             |
| 15 | 27 agosto 2021              | ISBN 978-4-09-143315-2      |                             |
| 16 | 27 gennaio 2022             | ISBN 978-4-09-143379-4      |                             |

#### Splatoon Bankara!
Il seguito, Splatoon Bankara!, sempre scritto e illustrato da Sankichi Hinodeya ha iniziato la serializzazione il 15 settembre 2022 su CoroCoro Comic.

##### Volumi
| Nº | Data di prima pubblicazione | Data di prima pubblicazione | Data di prima pubblicazione |
| Nº | Giapponese                  | Giapponese                  |                             |
| -- | --------------------------- | --------------------------- | --------------------------- |
| 1  | 27 gennaio 2023             | ISBN 978-4-09-143571-2      |                             |
| 2  | 28 giugno 2023              | ISBN 978-4-09-143611-5      |                             |
| 3  | 28 novembre 2023            | ISBN 978-4-09-143659-7      |                             |
| 4  | 26 aprile 2024              | ISBN 978-4-09-142494-5      |                             |
| 5  | 28 novembre 2024            | ISBN 978-4-09-149833-5      |                             |

### Anime
Il 13 agosto 2017 il manga è stato adattato in una serie anime, con Mikako Komatsu come doppiatrice di Goggle. L'adattamento è stato distribuito sul canale YouTube ufficiale di CoroCoro.

## Accoglienza
Dale Bashir di IGN ha definito il manga "una vera interpretazione shōnen di Splatoon, che è abbastanza fedele all'esperienza che il giocatore ha nel videogioco".